# Gerhard Ribbeheger
Gerhard Ribbeheger (* 27. November 1918 in Drensteinfurt; † 12. November 2007 in Haltern am See) war ein deutscher Politiker (Zentrum).

## Leben und Beruf
Nach dem Abitur absolvierte Ribbeheger ein Studium der Theologie und Philosophie. Von 1940 bis 1945 nahm er als Soldat am Zweiten Weltkrieg teil und geriet zuletzt in Gefangenschaft. Nach dem Kriegsende trat er in die Polizeiverwaltung ein. Später war er Geschäftsführer eines privatwirtschaftlichen Unternehmens.

## Partei
Ribbeheger schloss sich dem Zentrum an, wurde 1953 Erster Vorsitzender der Jugendorganisation Windthorstbund und war von 1969 bis 1974 sowie von 1987 bis 1996 Bundesvorsitzender der Deutschen Zentrumspartei. Bei der Wahl zum Europäischen Parlament 1989 war Ribbeheger Spitzenkandidat des Zentrums.

## Abgeordneter
Ribbeheger wurde 1946 in den Rat der Stadt Haltern gewählt (bis 1957) und war seit 1948 Kreistagsabgeordneter. Bei der ersten Bundestagswahl 1949 wurde er über die Landesliste der Zentrumspartei in Nordrhein-Westfalen in den Deutschen Bundestag gewählt, dem er bis 1953 angehörte. Am 14. Dezember 1951 ging die Zentrumspartei mit der Bayernpartei (BP) eine Fraktionsgemeinschaft unter dem Namen Föderalistische Union (FU) ein. Von 1969 bis 1979 war er erneut Stadtverordneter in Haltern.

## Öffentliche Ämter
Ribbeheger war von 1949 bis 1957 Bürgermeister und anschließend bis 1961 Stadtdirektor der Stadt Haltern.